# 大垣市立一之瀬小学校
大垣市立一之瀬小学校（おおがきしりつ いちのせしょうがっこう）は、かつて岐阜県大垣市にあった公立小学校。

## 概要
通学区域は大垣市上石津町地域自治区（旧・養老郡上石津町）の北部、上石津町一之瀬であり、公立中学校の進学先は大垣市立上石津中学校である。
校区は過疎化が進んでおり、年度によっては複式学級が行われることもある
上石津地域の1つの中学校（上石津中）と4つの小学校（多良小・時小・一之瀬小・牧田小）を統合し、義務教育学校の大垣市立上石津学園の新設により2024年3月廃校。
廃校、施設は民間のドローン操縦技術の講習や訓練を行う研修施設となる予定である。

## 沿革
- 1873年（明治6年） - 石津郡[4]一之瀬村に、噞喁[5]義校が開校する。児童は一之瀬村及び牧田村の和田地区であった。
- 1881年（明治13年） - 一之瀬学校に改称する。
- 1903年（明治36年） - 高等科を併置。一之瀬尋常高等小学校に改称する。
- 1918年（大正7年） - 牧田村和田地区の児童が牧田尋常高等小学校への通学となる。
- 1941年（昭和16年） - 一之瀬国民学校に改称する。
- 1947年（昭和22年） - 一之瀬小学校に改称する。
- 1955年（昭和30年）1月15日 - 時村、牧田村、一之瀬村、多良村が合併、上石津村が発足。同時に上石津村立一之瀬小学校に改称する。
- 1963年（昭和38年） - 現在の校舎が完成する。
- 1969年（昭和44年）1月15日 - 上石津村が町制施行、上石津町となる。同時に上石津町立一之瀬小学校に改称する。
- 1983年（昭和58年） - 特別教室を新築する。プールが完成する。
- 1996年（平成8年） - 体育館を新築する。
- 2006年（平成18年）3月27日 - 上石津町が大垣市に編入される。同時に大垣市立一之瀬小学校に改称する。
- 2024年（令和6年）
  - 3月10日 - 閉校式を行う[6]。
  - 3月31日 - 廃校。